# Magdalena Yi Yŏng-hŭi
Św. Magdalena Yi Yŏng-hŭi (kor. 이영희 막달레나) (ur. 1809 w Korei, zm. 20 lipca 1839 w Seulu) – męczennica, święta Kościoła katolickiego.

## Życiorys
Magdalena Yi Yŏng-hŭi urodziła się w biednej, ale szlacheckiej rodzinie. Jej matka Magdalena Hŏ Kye-im, starsza siostra Barbara Yi Chŏng-hŭi i ciotka Teresa Yi Mae-im były katoliczkami, ale jej ojciec był poganinem nienawidzącym katolików, tak że musiały wyznawać swoją wiarę w sekrecie. Ojciec chciał ją wydać za mąż za poganina, ale ona pragnęła żyć jako dziewica i sprzeciwiła się jego życzeniu. Zdecydowała się na ucieczkę. W nocy założyła stare ubranie i wyszła z domu biorąc rzeczy, w których chodziła na co dzień. Poszła do lasu i skaleczyła się tak, żeby płynęła krew. Spryskała krwią ziemię i ubrania, które podarła i porozrzucała wokół drogi. Wcześnie rano udała się do Seulu do swojej ciotki Teresy Yi Mae-im, której wszystko opowiedziała. W tym czasie poszukiwała jej rodzina, a jej matka była zrozpaczona. Jeden z wujów w lesie znalazł ślady krwi i jej ubrania. Stwierdzono, że została rozszarpana przez tygrysa. Jej ojciec nawet wynajął kilku myśliwych, żeby schwytali tygrysa. Po 3 miesiącach jej matka poznała prawdę, a ponieważ przestała okazywać smutek ojciec zorientował się, że ona coś wie. Obiecał już nie zmuszać córki do małżeństwa i żona opowiedziała mu wszystko. Udał się on z pośpiechem do Seulu i był bardzo szczęśliwy znalazłszy córkę bezpieczną w domu Teresy Yi Mae-im. Pozwolił pozostać jej w domu ciotki w Seulu.
W czasie prześladowań Magdalena Yi Yŏng-hŭi i 3 inne pobożne kobiety (Łucja Kim Nusia, Marta Kim Sŏng-im i Teresa Yi Mae-im) same oddały się w ręce policji. Została ścięta w Seulu w miejscu straceń za Małą Zachodnią Bramą 20 lipca 1839 r. z 7 innymi katolikami (Różą Kim No-sa, Martą Kim Sŏng-im, Teresą Yi Mae-im, Anną Kim Chang-gŭm, Janem Chrzcicielem Yi Kwang-nyŏl, Łucją Kim Nusia i Marią Wŏn Kwi-im).

## Dzień obchodów
20 września (w grupie 103 męczenników koreańskich).

## Proces beatyfikacyjny i kanonizacyjny
Beatyfikowana 5 lipca 1925 r. przez papieża Piusa XI, kanonizowana 6 maja 1984 r. przez Jana Pawła II w grupie 103 męczenników koreańskich.